# Aquarium (film 1896)
Aquarium è un cortometraggio di 48 secondi diretto da Louis Lumiere.

## Trama
Il film mostra l'acquario di Louis Lumiere, il quale si diverte a riprendere l’evoluzione dei pesci e delle rane presenti nella vasca.